# Enfances Guillaume

Les Enfances Guillaume est une chanson de geste médiévale (XIIIe siècle) qui fait partie de la Geste de Garin de Monglane rattachée à la Matière de France et qui raconte les « débuts » de Guillaume d'Orange.

## Histoire

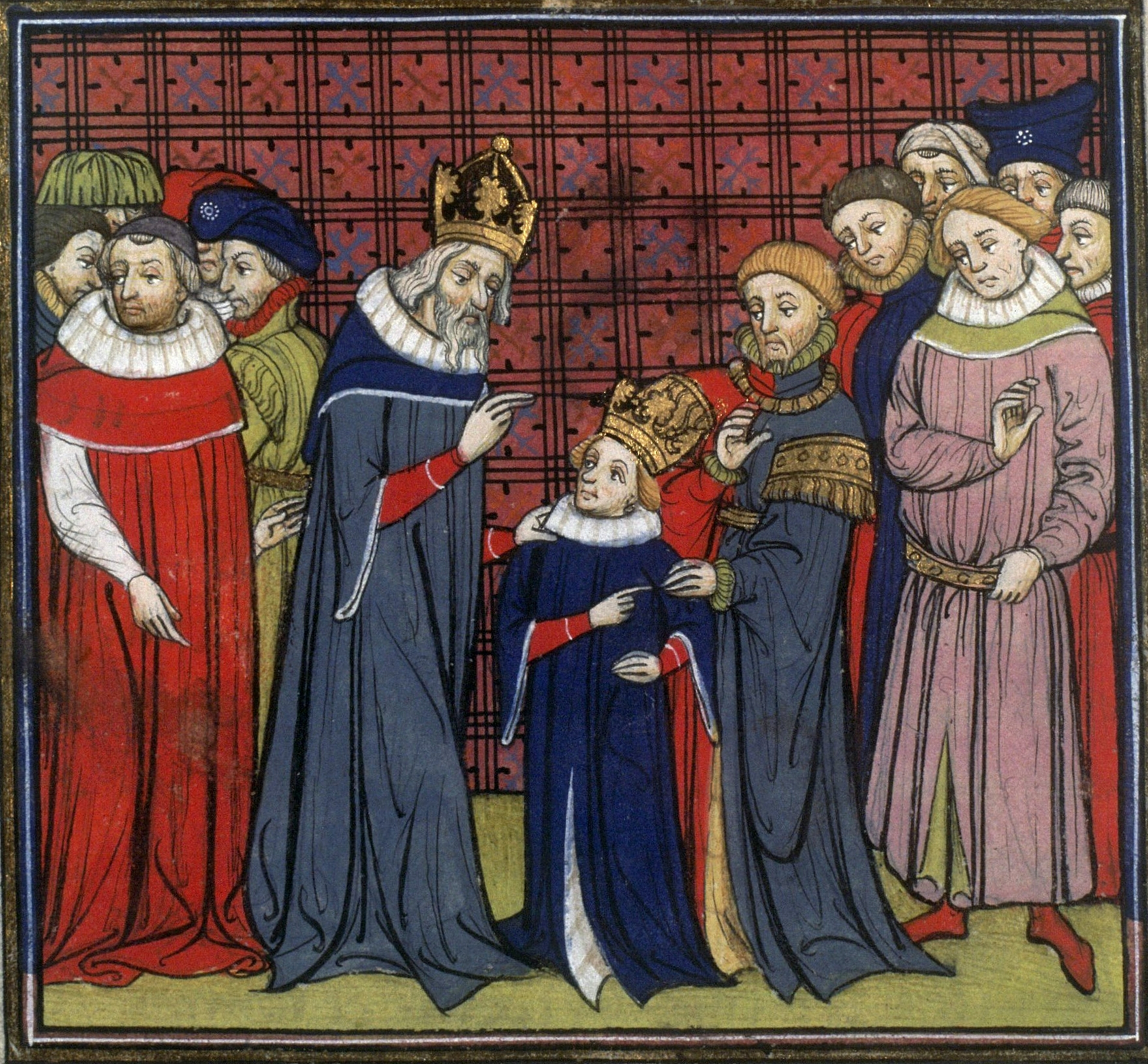
Charlemagne et son fils Louis

Le chevalier Aymeri de Narbonne est dans les jardins de sa propriété de Narbonne, avec ses fils et sa femme, quand arrive un messager qui lui demande d'emmener ses quatre fils ainés à Saint-Denis où ils seront au service de l'empereur Charlemagne quelques années, avant d'être adoubés chevaliers. Guillaume est le seul des quatre fils qui soit mécontent, il ne se voit pas attendre plusieurs années avant d'aller combattre les Sarrasins. Il est finalement convaincu par ses parents et accepte d'accompagner son père et ses frères, laissant sa mère Hermengarde sans grande protection à Narbonne. En chemin ils croisent une troupe de Sarrasins qui viennent d'Orange pour apporter à leur roi Thibaut un magnifique cheval, nommé Baucent, comme cadeau pour son prochain mariage avec la princesse musulmane Orable qui vit avec son père et ses frères à Orange. Aymeri et ses enfants battent les Sarrasins et Guillaume s'empare de Baucent. Il est troublé par la description d'Orable faite par un Sarrasin et en tombe instantanément amoureux ; il jure de l'épouser après qu'elle se sera convertie au christianisme. Il confie au Sarrasin un message pour Orable, ainsi qu'un épervier en cadeau. Recevant le message et le cadeau, Orable tombe à son tour amoureuse de Guillaume et lui envoie un messager. Guillaume lui envoie en retour un anneau en or pour qu'elle continue à penser à lui.
Aymeri et ses fils arrivent à la cour de l'empereur qui, impressionné par la bravoure et la vigueur de Guillaume, décide d'adouber immédiatement les quatre frères. Pendant ce temps, le roi Thibaut, prévenu du départ d'Aymeri, a décidé d'assiéger Narbonne. Le siège durant trop longtemps, il décide de se rendre à Orange épouser Orable sans plus attendre. Hermengarde a réussi à envoyer un messager à son mari pour lui demander secours, tandis qu'Orable envoie un message à Guillaume pour l'avertir qu'elle ne pourra éviter d'épouser Thibaut s'il ne lui vient pas en aide. Guillaume choisit de porter secours à sa mère à Narbonne, tandis qu'Orable use de sa magie pour empêcher le déroulement de la nuit de noces avec Thibaut qui retourne au siège d'Orange.
Charlemagne accompagne Guillaume lorsqu'il quitte Saint-Denis pour Narbonne. En cours de route il lui fait part de son inquiétude au sujet de son fils héritier Louis. Il a en effet peur qu'après sa mort, les Français refusent de lui obéir. Guillaume fait alors le serment de protéger le jeune héritier. Charlemagne rassuré retourne à Saint-Denis.
Lorsque Guillaume, son père et ses frères arrivent à Narbonne, ils repoussent l'armée des Sarrasins et Thibaut est contraint de s'enfuir avec les survivants dans des navires, abandonnant sur place de grandes richesses.
La chanson se termine par l'annonce que l'empereur Charlemagne, se sentant affaibli, demande à Guillaume de venir à Aix-la-Chapelle protéger son fils Louis que les pairs du royaume veulent exclure du trône. Guillaume va alors honorer sa promesse, ce qui fera l'objet d'une autre chanson de geste intitulée Le Couronnement de Louis (Coronement Looïs).

## Les personnages
- Guillaume d'Orange : inspiré du véritable comte de Toulouse Guillaume de Gellone, c'est un des fils d'Aymeri de Narbonne. Fidèle lieutenant de l'empereur Charlemagne et protecteur de son héritier Louis, il est le héros de plusieurs chansons de geste.
- Aymeri de Narbonne : c'est un chevalier de Charlemagne durant les guerres contre les Sarrasins, dont un des faits d'armes est la prise de la ville de Narbonne ; il est le père de Guillaume d'Orange.
- Orable : Elle est une jeune princesse sarrasine à la très grande beauté, promise comme épouse au roi sarrasin Thibaut ; Guillaume et Orable tombent éperdument amoureux l'un de l'autre et ils se marieront après qu'Orable se sera convertie au christianisme sous le nom de Guibourc.
- L'empereur Charlemagne.

## Les manuscrits connus
La chanson de geste est contenue dans quatre manuscrits connus, conservés à la Bibliothèque nationale de France.

## Les éditions imprimées
- Patrice Henry, Les enfances Guillaume, chanson de geste du XIIIe siècle, Société des anciens textes français, Paris, 1935, 169 pp.